# Via Maqueda

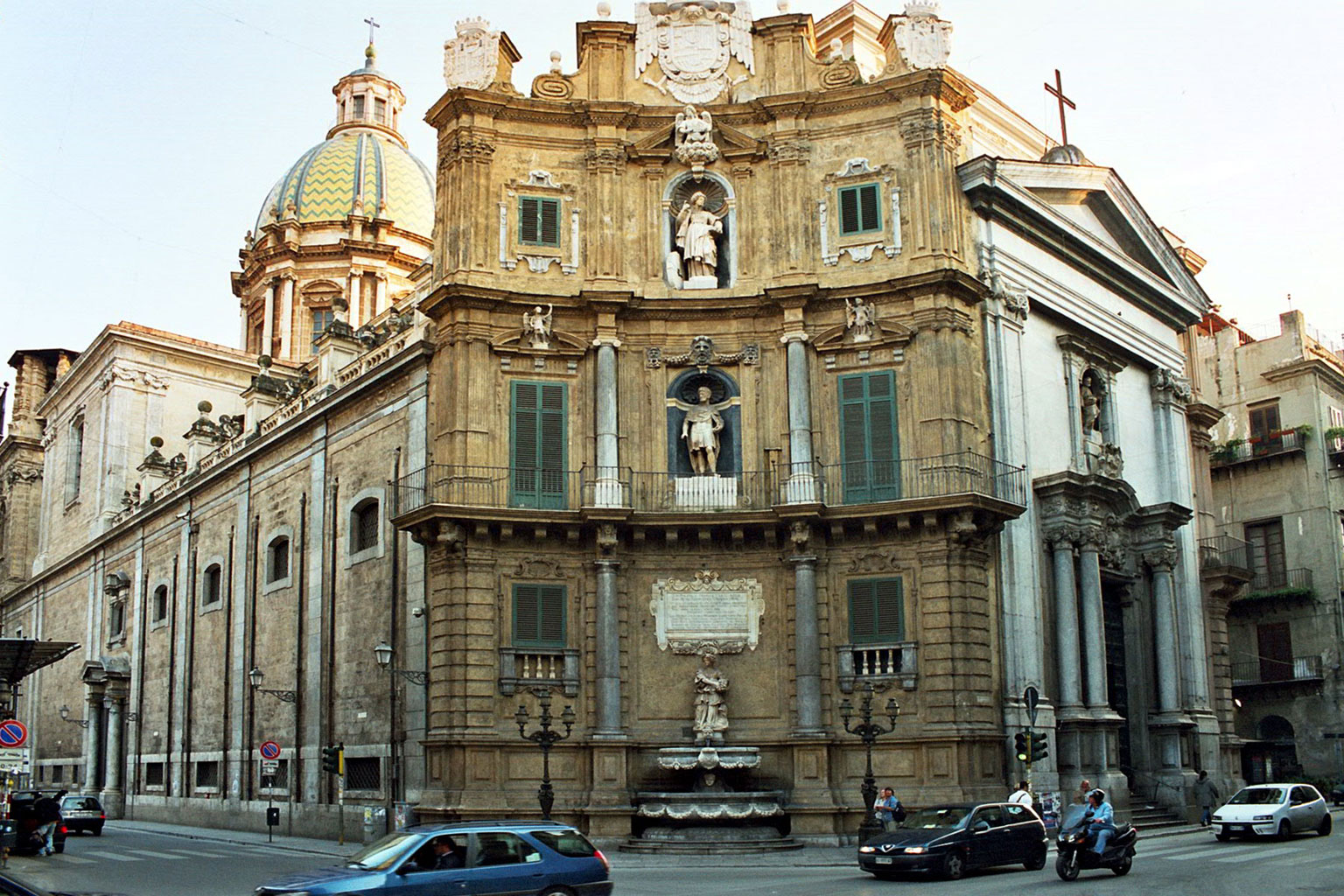
Los Quattro Canti.

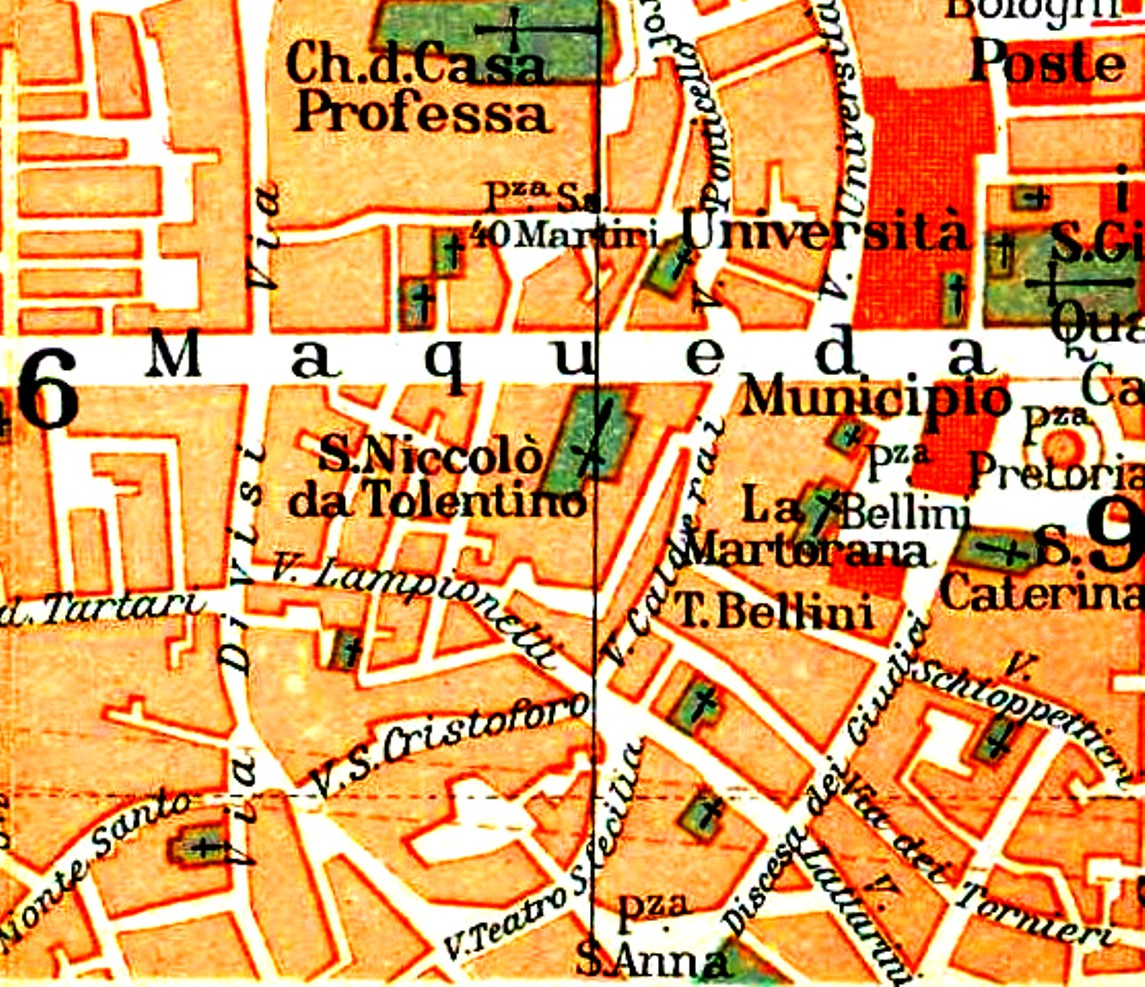
Mapa que reproduce parte de la Via Maqueda.

La Via Maqueda, también llamada Strada Nuova, es una calle del centro histórico de Palermo, Italia, que recibe el nombre del que ordenó su trazado, Bernardino de Cárdenas y Portugal, duque de Maqueda y virrey de Sicilia de 1598 a 1601.

## Historia
A finales del siglo XVI el virrey decidió crear un nuevo eje viario en Palermo que se cruzase con la milenaria Via del Cassaro para satisfacer las demandas de la nobleza, que pedía nuevas zonas para la construcción de sus palacios, y al mismo tiempo hacer más ágil la circulación en el interior de la ciudad. Esta calle fue proyectada en 1577 y se completó en 1599.
De esta manera los cinco barrios históricos de la ciudad se convirtieron en cuatro, creando los cuatro mandamientos (La Loggia, Il Capo, Kalsa y Albergheria). En el cruce con el Cassaro se encuentra la Piazza Vigliena, de forma octogonal, más conocida como los Quattro Canti.
En los siglos posteriores a la apertura de la calle se produjo una intensa actividad constructiva con la edificación de palacios nobiliarios, iglesias y conventos.
El nuevo eje viario se diseñó perfectamente perpendicular al antiguo Cassaro, de manera que se creó una cruz en el plano de la ciudad, que se apodó Croce Barocca (Cruz Barroca).
En la primera mitad de los años dos mil diez se creó una zona de tráfico limitado y un carril bici en el tramo comprendido entre el Teatro Massimo y los Quattro Canti, de las cuales la primera dura de las 10:00 de la mañana hasta las 20:00. A finales del 2014 el tramo se cerró al tráfico en las horas diurnas.

## Principales monumentos
- Piazza Pretoria
- Quattro Canti
- Piazza Verdi
- Fontana Pretoria
- Teatro Massimo
- Archivio Comunale
- Palazzo Inguaggiato
- Palazzo Comitini
- Palazzo Mazzarino
- Chiesa di Santa Ninfa dei Crociferi
- Palazzo Costantino
- Palazzo Napoli
- Palazzo Filangeri di Cutò
- Galleria delle Vittorie